# Sorbonne Université
Ne doit pas être confondu avec Université Paris-Sorbonne, Sorbonne Nouvelle, Université Panthéon-Sorbonne ou Université Sorbonne-Paris-Nord.
Pour l’article ayant un titre homophone, voir Sorbonne Universités.
Pour les autres utilisations du mot Sorbonne, voir Sorbonne (homonymie).
Sorbonne Université est une université française située à Paris, composée de trois facultés : la Faculté des lettres (ancienne université de Paris-IV), la Faculté des sciences et ingénierie et la Faculté de santé (ancienne université de Paris-VI). Créée le 1er janvier 2018, elle regroupe les effectifs et moyens des deux universités, Paris-Sorbonne et Pierre-et-Marie-Curie.
Elle est organisée sur plusieurs sites, principalement dans le Quartier latin, mais aussi à Abou Dhabi. En 2021, Sorbonne Université compte 58 132 étudiants, dont 7 633 étudiants internationaux, 1 483 doctorants, 3 021 membres du personnel de soutien et 3 299 chercheurs et enseignants-chercheurs, ainsi que 7 hôpitaux et 4 036 lits au sein de son GHU. Ses 55 composantes (unités de formation et recherche, écoles doctorales, et écoles internes) offrent 53 licences et 33 masters. Elle héberge 137 unités de recherche.

## Histoire
Sorbonne Université est l'héritière de nombreuses institutions avant elle, remontant au Moyen Âge.

### Origine
L'universitas magistrorum et scholarium Parisiensis (signifiant l'« ensemble des maîtres et des élèves de Paris ») est d'abord une corporation de maîtres et d'élèves qui apparaît à Paris vers 1150, en complément de l'école de théologie de Notre-Dame.
Robert de Sorbon (1201-1274), chapelain du roi Louis IX (Saint Louis), observe les difficultés matérielles qu'éprouvent les « écoliers » sans fortune pour parvenir au grade de docteur. En février 1257, il fait établir de façon officielle une maison (domus) qu'il destine à un certain nombre d'ecclésiastiques séculiers qui, vivant en commun et sans souci pour leur existence matérielle, seraient entièrement occupés à l'étude et l'enseignement. Cette maison est nommée collège de Sorbonne. L'ancien slogan de l'établissement, « Sorbonne Université, créateurs de futurs depuis 1257 », fait référence à cette date. 
Le collège de Sorbonne est situé à l'emplacement de l'actuel bâtiment de la Sorbonne. Aujourd'hui, celui-ci partage ses locaux entre la Chancellerie, Sorbonne Université et les universités Panthéon-Sorbonne et Sorbonne-Nouvelle.
Le collège de Sorbonne est dissout en 1793 avec l'ensemble des autres collèges de l'ancienne université de Paris. La Révolution française et la suppression des corporations en est l'explication. En 1792, la Convention nationale avait ordonné que tous les instituteurs ecclésiastiques soient obligés de prêter serment à la Constitution civile du clergé. Las, le décret du 15 septembre 1793 supprime les collèges et les facultés sur l'ensemble du territoire de la République, et les remplace par un ensemble d’écoles centrales et d’écoles spéciales, précédées par les écoles primaires. En 1794, une école de médecine est créée, qui reprend les prérogatives de la faculté de médecine, rejointe en 1804 par une école de droit.
Entre 1793 et 1896, même si l'enseignement supérieur existe, il n'y a donc plus officiellement d'université en France. 
En 1896, l'université de Paris renaît de ses cendres, grâce à la loi du 28 avril 1893 donnant la personnalité civile aux corps formés par la réunion de plusieurs facultés d’une académie et à celle du 10 juillet 1896 donnant le nom d’université aux corps de facultés. Elle est créée comme groupement de la faculté des sciences, de la faculté des lettres, de la faculté de droit, de la faculté de médecine, de la faculté de théologie protestante (elle-même créée en 1877, bientôt transformée en faculté libre en 1905), et de l’École supérieure de pharmacie. L'Université de Paris est inaugurée le 19 novembre 1896 par le président de la République Félix Faure.

### 1968: scission de l'université de Paris
En 1968, l'Université de Paris est démantelée et les universités de Paris-IV et de Paris-VI sont créées (réforme dite « Edgar Faure »). L'université de Paris, qui était divisée en cinq facultés, est fractionnée en plusieurs universités interdisciplinaires. Certaines, dont l'université de Paris-IV, conservent le nom de « Sorbonne » et des locaux au centre historique de l'université de Paris, essentiellement dévolus jusqu’alors aux facultés des lettres et des sciences. Les professeurs de l'université de Paris sont libres de se répartir comme ils l'entendent, et beaucoup se réunissent dans un premier temps selon leur couleur politique, notamment face aux événements de Mai 1968. L'université de Paris-IV regroupe ainsi les professeurs « de droite » par opposition à Paris-I « Panthéon-Sorbonne », qui est marquée « à gauche ». Cela explique les orientations scientifiques divergentes. Pour prendre l'exemple de l'histoire des sociétés, Paris-IV s'illustre ainsi par une historiographie suivant les thèses de Roland Mousnier, et conserve toujours une distance à l'égard de l'analyse marxiste de Boris Porchnev, davantage à l'honneur à Paris-I « Panthéon-Sorbonne »[réf. nécessaire]. La faculté des sciences de l'université de Paris est scindée en plusieurs unités d'enseignement et de recherche dont une majorité rejoint l'université de Paris-VI. En physique, on compte quatre UER : « Application de la physique » ; « Optique et physique moléculaire », qui devient l'UER no 52 « Optique, physique atomique, moléculaire et cristalline » ; « Physique des solides », qui devient l'UER no 53 « Physique des matériaux condensés » ; « Physique théorique », qui devient l'UER no 54 « Physique théorique et corpusculaire ».
En 1971, l'université Paris-VI est créée à partir de la majorité des unités d'enseignement et de recherche de la faculté des sciences de Paris (les autres rejoignant les universités Paris-Diderot, Paris-Sud à Orsay, Paris-Est-Créteil, et Sorbonne-Paris-Nord à Villetaneuse) et une partie des unités de la faculté de médecine de Paris (les autres rejoignant les universités Paris-Descartes, Paris-Diderot et Paris-Nord). 
En 1974, l'université de Paris-VI prend le nom d'université Pierre-et-Marie-Curie.
En 1989, en application de la loi du 26 janvier 1984 sur l'enseignement supérieur, une unité de formation et de recherche de physique (UFR no 925) est créée par fusion des UER no 52, 53 et 54. L'UER « Application de la physique » rejoint elle l'unité de formation et de recherche d'« Électronique, électrotechnique, automatique et applications de la physique » (UFR no 924). Cette dernière est dissoute en 2008 et une partie de ses anciens membres rejoignent l'UFR de physique, les autres constituant deux nouvelles unités, l'UFR d'ingénierie et l'UFR terre, environnement, biodiversité. À cette occasion, l'UFR de physique est dotée de nouveaux statuts.
En dépit du renouvellement des générations de professeurs et d'étudiants, l'université Paris-Sorbonne conserve sa réputation que la dureté des grèves du printemps 2009 dans cette université n'écorne pas.
Entre 2010 et 2017, Paris-Panthéon-Assas, Paris-Sorbonne» et Pierre-et-Marie-Curie se rapprochent au sein d'un ensemble appelé Sorbonne Universités. La tournure anglaise du nouveau nom est dénoncée par de nombreux intellectuels, dont l'académicien Frédéric Vitoux. En 2015, l'Université Panthéon-Assas fait retraite, pensant s'allier à d'autres grandes écoles dans un partenariat public-privé et devenir un Grand établissement. Le regroupement fait long feu et disparaît en 2018.

### 2018: fusion des universités Paris-Sorbonne et Pierre-et-Marie-Curie

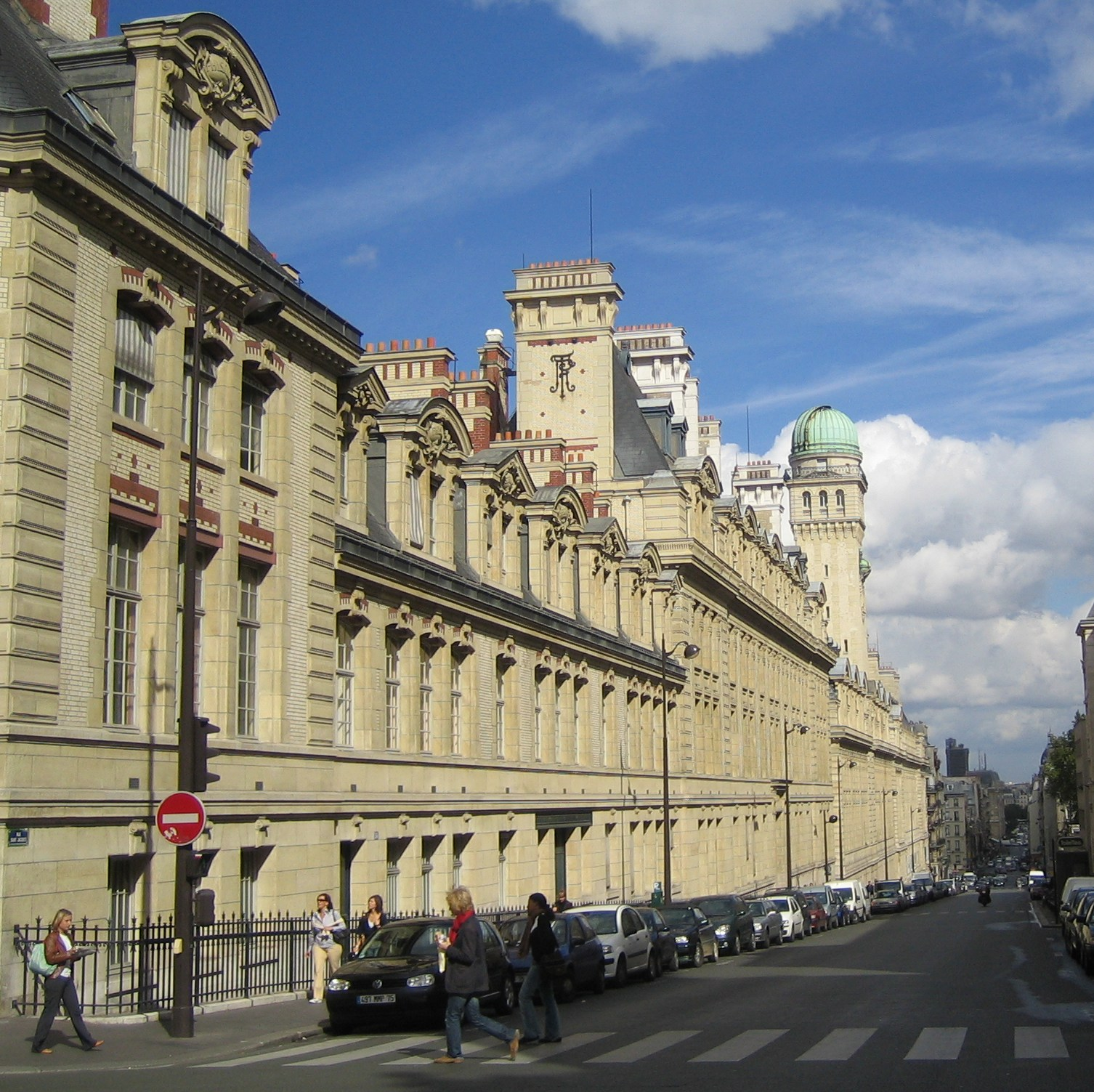
Bâtiments de la Sorbonne abritant la faculté des lettres de Sorbonne-Université (rue Saint-Jacques).

L'établissement Sorbonne Université est créé le 1er janvier 2018, de la fusion des universités Paris-Sorbonne (19 000 étudiants, 1 200 membres du personnel) et Pierre-et-Marie-Curie (35 000 étudiants, 1 500 membres du personnel). La nouvelle entité conserve l'ancienne structure de manière apparente : la faculté des lettres recoupe les activités de Paris-IV, la faculté des sciences et la faculté de santé reprennent les activités de Paris-VI.
En mars 2018, Sorbonne Université est distinguée par un jury international réuni dans le cadre d'une Initiative d'excellence (IDEX). Le projet SUPER (« Sorbonne-Université à Paris pour l'enseignement et la recherche ») reçoit l'appui du programme d’Investissements d'avenir sans limitation de durée : environ 27 millions d'euros annuels supplémentaires, octroyés par l'État et issus du revenu du placement à la Caisse des dépôts et consignations d’une dotation non consommable de 900 millions d'euros (soit 3 %). C'est le premier établissement d'enseignement supérieur francilien à obtenir cet accord définitif.
En juillet 2023, la faculté de médecine est rebaptisée faculté de santé.

## Organisation
Sorbonne Université représente plus de 8 000 salariés, pour moitié du personnel de l'enseignement et de la recherche et pour moitié du personnel administratif,. 
|                                                 | 2018  | 2019  | 2020  | 2021  |      |
| Enseignants-chercheurs, enseignants, chercheurs | 3 311 | 3 319 | 3 283 | 3 299 | 39 % |
| Doctorants (financés)                           | 1 268 | 1 218 | 1 364 | 1 483 | 18 % |
| Personnel administratif                         | 3 013 | 3 021 | 3 031 | 3 021 | 36 % |
| Contrats étudiants                              | 579   | 581   | 757   | 630   | 7 %  |
| Total                                           | 8 171 | 8 139 | 8 435 | 8 433 |      |

Sorbonne Université résulte de la fusion de trois entités (nommées « facultés ») structurées en unités de formation et de recherche, écoles et instituts : la plus grosse en nombre d'étudiants est la faculté des lettres (ancienne université de Paris-IV), suivie par la faculté des sciences et ingénierie (ancienne université de Paris-VI), et par la petite faculté de santé (ancienne université de Paris-VI).
|                                    | 2018   | 2022   |      |
| Faculté des lettres                | 20 651 | 23 628 | 41 % |
| Faculté des sciences et ingénierie | 22 702 | 21 161 | 36 % |
| Faculté de santé                   | 17 174 | 13 343 | 23 % |
| Nombre total d’étudiants inscrits  | 60 527 | 58 132 |      |

| Groupe de disciplines CNU      | MC    | PU  | Total |       |
| ------------------------------ | ----- | --- | ----- | ----- |
| Droit, économie, gestion       | 6     | 4   | 10    | 0,4 % |
| Lettres et sciences humaines   | 384   | 213 | 597   | 26 %  |
| Disciplines de santé           | 116   | 279 | 395   | 17 %  |
| Sciences                       | 855   | 411 | 1 266 | 56 %  |
| Nombre total d'ens.-chercheurs | 1 351 | 907 | 2 268 |       |

## Implantations, gouvernance et moyens

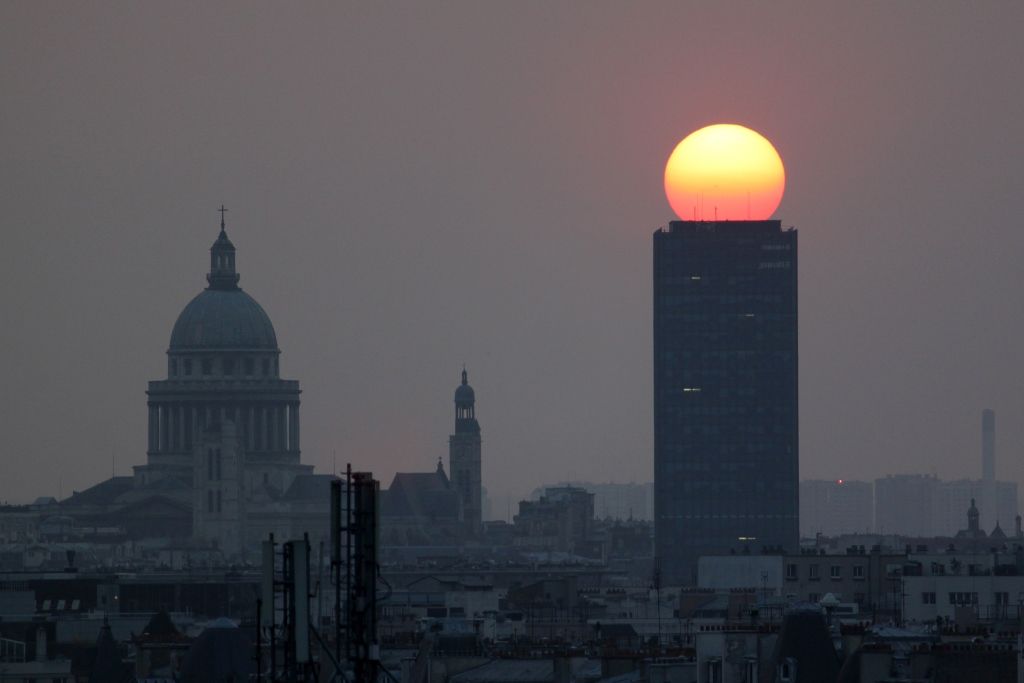
Coucher de soleil sur la tour Zamansky, siège de la présidence et des services centraux de Sorbonne-Université, sur le campus Jussieu.

Pour 2022, le budget de l'université est évalué à 893 millions d'euros, dont 517 millions de subvention pour charges de service public.
L'université est présidée par Jean Chambaz (2018-2021), puis Nathalie Drach-Temam (depuis 2021),.

Sorbonne Université a pour siège le 21, rue de l'École-de-Médecine, au sein du site des Cordeliers, lieu historique de l'École de médecine de Paris et du collège des Cordeliers de l'ancienne université de Paris. La présidence de l'université se trouve sur le site Pierre-et-Marie-Curie, dans la tour Zamansky.

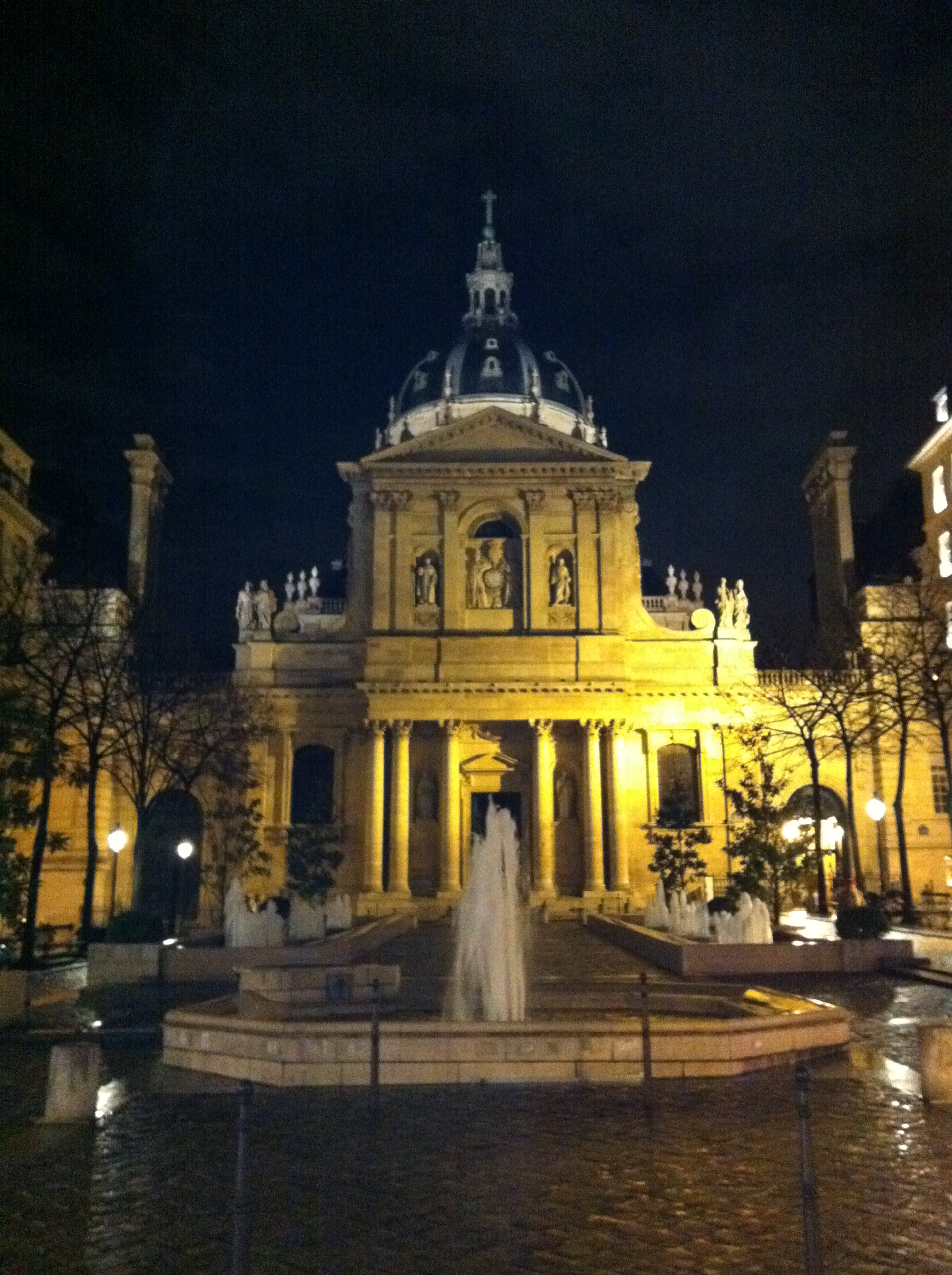
Place de la Sorbonne, sur le site historique.

Sorbonne Université possède des campus principaux : la Sorbonne, le campus Pierre-et-Marie-Curie, les sites de la Pitié-Salpêtrière et de Saint-Antoine, le campus des Cordeliers, le campus Clignancourt, le campus Malesherbes, ainsi que 26 autres sites, à Paris, en Île-de-France (par exemple, le CELSA est à Neuilly-sur-Seine), et sur le littoral français (en particulier, les stations marines de Roscoff, Banyuls et Villefranche-sur-Mer).
L'établissement Sorbonne Université à Abou Dhabi résulte de la création en 2006 par la faculté des lettres de l'« université Paris-Sorbonne-Abu Dhabi ». C'est la première fois qu'une université française s'implantait à l'étranger, suivant ainsi le mouvement d'internationalisation de l'enseignement supérieur ; on parlait de créer d'autres antennes à l'étranger, aux États-Unis et en Asie de l'Est.
Sept hôpitaux universitaires de l'Assistance publique - Hôpitaux de Paris sont intégrés à son périmètre au sein du groupe hospitalo-universitaire AP-HP Sorbonne Université, associés à la faculté de santé.

## Enseignement et recherche
Sorbonne Université offre de nombreuses formations et structures de recherche dans ses facultés. De manière anecdotique, on relève que plus d'un quart des membres des académies des Sciences et de Médecine est issu de Sorbonne Université et 40 % des « Immortels » de l'Académie française y ont suivi tout ou une partie de leur cursus universitaire[réf. nécessaire].
Sorbonne Université propose des licences, des parcours bi-disciplinaires, des masters avec de nombreuses spécialisations à l'international, des doctorats et un grand nombre de diplômes d'université. L'offre de formation est proposée en formation initiale, en formation continue, ainsi qu'en formations non diplômantes et formation faites sur mesure.
Sorbonne Université abrite sur le campus Pierre-et-Marie-Curie à Paris le siège européen du Centre national de ressources biologiques marines (EMBRC) regroupant 14 stations de biologie marine dans 9 pays européens. Parmi ces 14 stations, trois font partie de Sorbonne Université : la Station biologique de Roscoff, l'Observatoire océanologique de Villefranche-sur-Mer et l'Observatoire océanologique de Banyuls-sur-Mer.
Six instituts thématiques pluridisciplinaires de recherche sont créés : l'Institut des sciences du calcul et des données (ISCSD), l'Institut universitaire d'ingénierie en santé (IUIS), l'Institut de la transition environnementale (ITE), l'Institut du patrimoine, le Collegium Musicae, ainsi que le Sorbonne Center for Artificial Intelligence (SCAI).

## Partenariats
Sorbonne Université est membre depuis 2018 de l'Alliance Sorbonne Université qui comprend le Muséum national d’histoire naturelle, l’Université de technologie de Compiègne, l’Insead, le pôle supérieur d’enseignement artistique Paris Boulogne-Billancourt et France Éducation international. 
Au niveau européen, elle est membre de la Ligue européenne des universités de recherche et de l'alliance 4EU+, (qui comprend les universités Charles de Prague en République tchèque, de Heidelberg en Allemagne, de Varsovie en Pologne, de Milan en Italie, de Copenhague au Danemark et de Genève en Suisse). 
Elle est membre de l'association des universités intensives de recherche Udice.

## Classements internationaux
Sorbonne Université apparaît dans plusieurs classements internationaux :
- dans le Academic Ranking of World Universities (ARWU, dit classement de Shanghai) : en 2021, 2e en France et 35e dans le monde[29]  (en 2021, 3e mondiale en mathématiques et en océanographie) ;
- dans le Center for World University Rankings (CWUR) : en 2022-2023, 3e en France et 38e dans le monde[30] ;
- dans le classement QS World University : en 2023, 3e en France et 60e dans le monde[31] ;
- dans le classement du Times Higher Education : en 2022, 2e en France et 88e au monde[32] ;
- dans le classement du U.S. News Best Global Universities Rankings : en 2022, 1re en France et 46e dans le monde, 3e mondiale en mathématiques[33] ;
- dans le classement du NTU World University Rankings : en 2021, 2e en France et 30e dans le monde, 7e mondiale en mathématiques[34].

## Personnalités liées
Anciens étudiants et enseignants (Paris-IV Sorbonne et Paris-VI Pierre-et-Marie-Curie)
Sorbonne Université compte notamment parmi les anciens étudiants et enseignants des établissements qui l'ont constituée des personnalités scientifiques comme :
- Alain Connes (Médaille Fields 1982)
- Claude Cohen-Tannoudji (Prix Nobel de physique 1997)
- Emmanuelle Charpentier (Prix Nobel de chimie 2020)
- Françoise Barré-Sinoussi (Prix Nobel de physiologie ou médecine 2008)
- Ngô Bảo Châu (Médaille Fields 2010)
- Wendelin Werner (Médaille Fields 2006)
- Pierre-Louis Lions (Médaille Fields 1994)
- Serge Haroche (Prix Nobel de physique 2012, Médaille d'or du CNRS 2009)
- Yann Le Cun (Prix Turing 2018, pionnier du Deep Learning)
- Gérard Mourou (Prix Nobel de physique 2018)
- Cédric Villani (Médaille Fields 2010, directeur de l'Institut Henri-Poincaré de 2009 à 2017, député de 2017 à 2022)

Elle compte aussi des personnalités politiques, écrivains, journalistes, hommes d'affaires, parmi lesquels :